# Пипин Ерсталски
Пипѝн Херисталски също Пипѝн Средни (Pippin von Herstal, Pipin; лат.: Pippinus; * ок. 635; † 16 декември 714 г. в Jupille до Лиеж) от рода на Арнулфингите e от 679 до 714 г. владетел на царството на франките, от 679 г. майордом (majordomus) на Австразия, от 680 г. dux (херцог) на Австразия, от 688/689 г. майордом на Неустрия (principale regimine majorum domus) и от 688 г. майордом на Бургундия.
Той е син на Анзегизел и Бега и внук на Арнулф от Мец.
Пипин умира след дълго боледуване. Той е погребан в Шевремонт.
Семейство:
Съпруги:
- I. Плектруда (Хугобертини)
- II. Алпаида (Халпаида)
- III. NN

Деца:
- Дрого (от I брак) (+ 708), херцог на Шампания (670 – 708)
- Гримоалд Млади (I) (+ 714), майордом на Бургундия и Неустрия (700 – 714)
- Карл Мартел (II) (688 – 741), майордом на Австразия, Неустрия и Бургундия (719 – 741)
- Хилдебранд (II или III) (+ 751), херцог на франките и граф в Бургундия